# Memorias del Museo de Ciencias Naturales de Barcelona
Memorias del Museo de Ciencias Naturales de Barcelona (abreviado Mem. Mus. Ci. Nat. Barcelona, Ser. Bot.) es una revista científica con ilustraciones y descripciones botánicas que fue publicada en Barcelona desde 1922 hasta 1925, con el nombre de Memorias del Museo de Ciencias Naturales de Barcelona, Serie Botánica.